# Моральна паніка
Моральна паніка (англ. Moral panic) — соціальний феномен, що полягає у поширенні в суспільстві масової істерії щодо чого-небудь (ідеологія, тенденція розвитку суспільства, людина, група людей тощо), що нібито загрожує безпеці суспільства та/або її моральним цінностям.
Словосполучення «moral panic» вперше з'явилося в англомовній пресі в 1830 році, але наукове вивчення цього явища почалося з роботи Стенлі Коена «Folk Devils and Moral Panics», опублікованій 1972 року. Слід також зазначити, що Маршалл Маклюен вживав цей термін у своїй книзі «Розуміння Медіа» (1964).
Як приклади моральної паніки можна назвати бандерофобію на окупованих РФ територіях, полювання на відьом в середньовічній Європі, єврейські погроми, репресії проти «ворогів народу» при Сталіні, маккартизм, сатанинську паніку в США 1980-х рр., а також педоістерію. Японський юрист Коїті Хамаи зазначає, що незважаючи на те, що Японія є країною з дуже низьким рівнем злочинності, у 1990-х роках, завдяки зміні методики обліку злочинів у японському товаристві поширилася думка, що рівень злочинності різко зріс (і що злочини стають все більш тяжкими). У підсумку моральна паніка через «безпечне суспільство, що руйнується» навіть вплинула на підсумки виборів 2003 року. Рішення почати війну з наркотиками було продиктовано не стільки раціональними причинами, скільки моральної панікою.
Основні ознаки моральної паніки:
- упевненість у тому, що поведінка соціальної групи, що викликала паніку, негативно впливає на суспільство;
- демонізація вищевказаної соціальної групи, чіткий поділ на «ми» і «вони»;
- вимога «негайно вжити суворих заходів» — як правило, невиправдано сувора порівняно з реальною загрозою з боку даної групи (якщо така взагалі існує);
- згода більшої частини суспільства з тим, що воно в серйозній небезпеці; не обов'язково, щоб усі поголовно члени суспільства були переконані в цьому — достатньо наявності невеликої, але організованої і наполегливої групи пропагандистів, і нездатності жертв паніки дати їм адекватну відповідь;
- моральна паніка, як правило, дуже швидко сходить нанівець і забувається після припинення нагнітання істерії в засобах масової інформації, або ж після появи іншої популярної теми для обговорення в суспільстві.